# 연 (안사)
연(燕)은 중국 당나라의 장군 안록산이 755년에 당 현종의 치세에 반발하여 반란을 일으킨 이후, 그 이듬해인 756년에 세운 나라였다. 안록산의 부하 사사명의 아들로, 연의 황제를 자칭한 최후의 인물인 사조의가 763년에 자살하면서 멸망하였다. 대연(大燕)이라고도 부른다.

## 역대황제
| 대수 | 묘호 | 시호                            | 성명           | 연호                                      | 재위기간      |
| 1대  | -    | 광렬황제(光烈皇帝) (자왕<刺王>) | 안록산(安祿山) | 성무(聖武) 756년 ~ 757년                  | 756년 ~ 757년 |
| 2대  | -    | 정황제(靜皇帝)                  | 안경서(安慶緖) | 천성(天成) 757년 ~ 759년                  | 757년 ~ 759년 |
| 3대  | -    | 소무황제(昭武皇帝)              | 사사명(史思明) | 순천(順天) 759년 ~ 761년 응천(應天) 761년 | 759년 ~ 761년 |
| 4대  | -    | 말황제(末皇帝)                  | 사조의(史朝義) | 현성(顯聖) 761년 ~ 763년                  | 761년 ~ 763년 |

## 같이 보기
- 안사의 난

## 참고 자료
- 구당서
- 신당서
- 자치통감